# Пиваре
Пиваре (хорв. Pivare) — населений пункт у Хорватії, у Бродсько-Посавській жупанії у складі громади Стара Градишка.

## Населення
Населення за даними перепису 2011 року становило 17 осіб.
Динаміка чисельності населення поселення:

## Клімат
Середня річна температура становить 11,42 °C, середня максимальна – 26,17 °C, а середня мінімальна – -5,83 °C. Середня річна кількість опадів – 918 мм.
| Клімат поселення                              | Клімат поселення | Клімат поселення | Клімат поселення | Клімат поселення | Клімат поселення | Клімат поселення | Клімат поселення | Клімат поселення | Клімат поселення | Клімат поселення | Клімат поселення | Клімат поселення | Клімат поселення |
| Показник                                      | Січ.             | Лют.             | Бер.             | Квіт.            | Трав.            | Черв.            | Лип.             | Серп.            | Вер.             | Жовт.            | Лист.            | Груд.            |                  |
| Середній максимум, °C                         | 6,64             | 8,88             | 13,24            | 17,82            | 22,97            | 26,17            | 25,64            | 24,70            | 20,90            | 15,79            | 10,17            | 5,95             |                  |
| Середня температура, °C                       | 0,41             | 2,61             | 7,00             | 11,58            | 16,73            | 19,93            | 21,57            | 20,64            | 16,84            | 11,70            | 6,10             | 1,90             |                  |
| Середній мінімум, °C                          | −5,83            | −3,6             | 0,77             | 5,35             | 10,48            | 13,69            | 17,50            | 16,56            | 12,76            | 7,65             | 2,03             | −2,18            |                  |
| Норма опадів, мм                              | 59               | 53               | 63               | 78               | 83               | 99               | 85               | 84               | 74               | 81               | 87               | 72               |                  |
| Середньомісячна швидкість вітру, м/с          | 1.58             | 1.80             | 2.16             | 2.10             | 1.90             | 1.80             | 1.70             | 1.60             | 1.52             | 1.56             | 1.60             | 1.60             |                  |
| Середньомісячна сонячна радіація, кДж/м²·день | 4354             | 7184             | 11040            | 15439            | 19636            | 21904            | 22863            | 20373            | 15033            | 9268             | 4910             | 3614             |                  |
| --------------------------------------------- | ---------------- | ---------------- | ---------------- | ---------------- | ---------------- | ---------------- | ---------------- | ---------------- | ---------------- | ---------------- | ---------------- | ---------------- | ---------------- |
| Джерело:                                      |                  |                  |                  |                  |                  |                  |                  |                  |                  |                  |                  |                  |                  |